# 小坂知里
小坂 知里（こさか ちさと、1984年4月13日 - ）は、フリーアナウンサー。

## 来歴・人物
愛知県豊田市出身。中京大学心理学部卒業後の2007年、瀬戸内海放送の子会社であるキャストKSBパートナーズへ入社し、同社所属の契約アナウンサーとして高松本社へ配属、3年勤務。2010年春に満期退社後は石川テレビ放送に移籍し、こちらでも契約アナウンサーとして3年間勤務した。満期後の2013年春から2015年までNHK徳島放送局契約キャスター。2014年7月入籍。2015年12月株式会社エス・オー・プロモーションでフリーアナウンサーとして活動。現在、横浜市在住。
多趣味であり、資格マニアでもある。
- 趣味の分野では一級小型船舶操縦士、第四級アマチュア無線技士。
- ビジネス関連では秘書技能検定試験準1級など。
- 出身の愛知県豊田市は海から遠かったため、海、特にフェリーなどの客船が好きで、その影響かフェリーに乗ることや客船を見ることがストレス解消法になっている。海を臨む今の職場を非常に愛している。
- 写真を撮ることやアロマキャンドルと帽子集めに夢中。

一方では100m走で12秒82の自己記録を持つ俊足だが、NHKでの自己紹介ではマラソンに意欲を示している。
モットーは「郷に入っては郷に従え」。

## 過去の担当番組
瀬戸内海放送
- KSBニュースview（火・木曜）
- KSBスーパーJチャンネル（日曜）
- FM香川ニュース（エフエム香川、木曜）

石川テレビ
- FNN石川テレビスーパーニュース（月曜～水曜）
- みまっし金沢（金沢市広報番組）
- SHOPてチョーダイ!

NHK徳島放送局
- とく6徳島